# 브라이언 뮤어 (조각가)

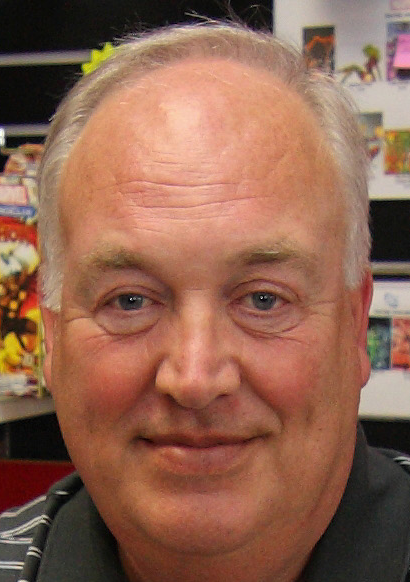
브라이언 뮤어

브라이언 뮤어(Brian Muir, 1952년 4월 15일 ~ )는 잉글랜드의 조각가이다. 랠프 매쿼리의 디자인을 사용하여 《스타 워즈》의 다스 베이더의 헬멧과 갑옷을 만든 것으로 알려져 있다.